# Santa Catarina (isola)
L'isola di Santa Catarina si trova nell'oceano Atlantico, nel sud del Brasile, al centro del litorale dell'omonimo stato. Ha una superficie di circa 424 km². Situata a qualche centinaio di metri dal continente, è collegata a questo da due ponti:
- ponte sospeso Hercílio Luz, costruito nel 1920, sul quale oggi è vietata la circolazione, divenuto simbolo della città di Florianópolis;
- un doppio ponte stradale con i nomi di ponte Colombo Salles e ponte Pedro Ivo Campos.

È anche detta «isola della magia » (ilha da Magia in portoghese), è l'isola principale di un arcipelago di più di 20 isole, fra le quali: isola di Campeche, 
l'isola do Xavier, l'isola di Ratones Grande, l'isola d'Anhatomirim, l'isola das Laranjeiras, etc.
Fa parte della municipalità di Florianópolis, la maggior parte della quale (97 %) si trova sull'isola stessa. Il centro della città si trova nella parte centroccidentale dell'isola, nel punto più prossimo al continente che delimita le baie del Nord e del Sud.
Sull'isola vi sono importanti distese di acqua, il lago da Conceição e il lago do Peri.
Il suo punto più alto è il morro do Ribeirão, alto 532 m s.l.m.